# Test Drive: Ferrari Racing Legends
Test Drive: Ferrari Racing Legends — видеоигра в жанре автосимулятора, изданная для консолей PlayStation 3 и Xbox 360 и для персональных компьютеров под управлением Windows 2 июля 2012 года. За разработку была ответственна Slightly Mad Studios. Игра является спин-оффом серии Test Drive.

## Игровой процесс
Test Drive: Ferrari Racing Legends представляет собой гоночный симулятор, выполненный в трёхмерной графике.
В отличие от предыдущих частей серии, игра полностью посвящена автомобилям фирмы Ferrari. На выбор игроку доступны несколько режимов, таких как кампания, быстрая гонка и многопользовательская игра по сети от двух до восьми человек. В режиме кампании имеются золотая, серебряная и современная эра, в каждой из которых присутствует различные гонки и задания со своими особенностями, всего 216 таких гонок и заданий. В режиме быстрой гонки и по сети игрок может сам выбрать один из 51 автомобилей и одну из 36 трасс (каждая из которых представляет собой прототипы реальных кольцевых гоночных трасс), чтобы соревноваться. В игре также действует система достижений.
Каждый автомобиль в игре детально проработан: присутствуют множество машин известной фирмы из разных эпох, у каждой из которых правдоподобно воссоздан как экстерьер, так и интерьер, и присутствует возможность выбрать во время гонки вид снаружи, либо из кокпита. Автомобили по-разному ведут себя в поворотах и на различных дорожных покрытиях, а также имеют уровень топлива, значение которого влияет на вес машины, и, как следствие, на её манёвренность.

## Разработка и выход игры
За создание Test Drive: Ferrari Racing Legends была ответственна Slightly Mad Studios, которая начала разработку новой части серии ещё в 2009 году после выпуска успешного Need for Speed: Shift. Однако, долгое время студия не могла разрешить проблему с получением лицензии на автомобили Ferrari, которым и была посвящена будущая игра. Из-за этого разработка Ferrari Racing Legends была на несколько лет приостановлена, однако в 2011 году вновь возобновлена после выпуска Test Drive Unlimited 2. За издание были ответственны такие компании, как Atari, Evolved Games, Rombax Games и Bigben Interactive.
Новый проект был анонсирован 24 ноября 2011 года, и является ответвлением от серии Test Drive. В отличие от большинства других частей франшизы, Ferrari Racing Legends представляет собой гоночный симулятор на существующих кольцевых трассах. Физика поведения машин была сделана с уклоном в симуляцию, вследствие чего учитываются вес и уровень топлива, влияющие на управляемость. Помимо этого, была представлена кампания с 216 заездами и многопользовательский режим игры по сети до восьми человек.
Выпуск Test Drive: Ferrari Racing Legends состоялся 3 июля 2012 года. Версия для ПК также была выпущена в Steam 10 декабря того же года, но позже была оттуда удалена из-за истечения срока лицензии на автомобили Ferrari.

## Оценки и мнения
| Сводный рейтинг       | Сводный рейтинг              |
| Агрегатор             | Оценка                       |
| --------------------- | ---------------------------- |
| GameRankings          | 61,08 % (X360) 59,75 % (PS3) |
| Game Ratio            | 63 % (PS3) 57 % (X360)       |
| Metacritic            | 62/100 (PS3) 61/100 (X360)   |
| MobyRank              | 62/100 (PS3) 62/100 (X360)   |
| Иноязычные издания    |                              |
| Издание               | Оценка                       |
| AllGame               | [ 15 ]                       |
| Eurogamer             | 7/10                         |
| Game Informer         | 6,5/10                       |
| GameRevolution        | 2/5                          |
| GameSpot              | 5,5/10                       |
| IGN                   | 6,5/10                       |
| OXM                   | 5/10 7/10 (UK)               |
| Русскоязычные издания |                              |
| Издание               | Оценка                       |
| «Игромания»           | 6/10                         |

Test Drive: Ferrari Racing Legends получила неоднозначные отзывы от прессы. Критики отнесли к достоинствам выбор автомобилей и трасс, но из недостатков отметили несбалансированное прохождение и недоработанный игровой процесс. На сайтах GameRankings и Metacritic средняя оценка составляет 61,08 % и 61/100 в версии для Xbox 360, 59,75 % и 62/100 для PlayStation 3 соответственно.